# 武田すん
武田 すん（たけだ すん、11月6日 - ）は、日本の漫画家。秋田県出身、東京都北区在住。作品に『あるいて一歩!!』、『世界の果てで愛ましょう』がある。

## 作品リスト
- 『あるいて一歩!!』メディアワークス〈電撃コミックス〉全3巻
  1. 2006年06月27日発売[2]、ISBN 9784840235013
  2. 2007年2月27日発売[3]、ISBN 9784840237857
  3. 2007年11月27日発売[4]、ISBN 9784840241090
- 『世界の果てで愛ましょう』アスキー・メディアワークス〈電撃コミックス〉全8巻（『電撃マオウ』2009年1月号 - 2013年7月号）
- 『ハルとナツ』白泉社〈ジェッツコミックス〉全5巻（『ヤングアニマルあいらんど』→『ヤングアニマルイノセント』→『ヤングアニマル嵐』）
- 『グレイプニル』講談社〈ヤンマガKCスペシャル〉全14巻（『ヤングマガジンサード』2015年VOL.11[5] - 2021年VOL.5→『月刊ヤングマガジン』2021年VOL.6 - 2023年VOL.5[6]） - 2020年にテレビアニメ化。
- 『これ喰ってシメ！』日本文芸社〈ニチブンコミックス〉全2巻（原作：久住昌之、『ゴラクエッグ』2016年 - 2019年）
  1. 2018年6月20日発売[7][8]、ISBN 978-4-537-13763-7
  2. 2019年11月29日発売[9]、ISBN 978-4-537-14171-9
- 『GUARDIAN』少年画報社〈YKコミックス〉既刊2巻（『ヤングキングアワーズ』2024年5月号[10] - 連載中）
  1. 2024年9月30日発売[11][12]、ISBN 978-4-7859-7775-7
  2. 2025年4月30日発売[13]、ISBN 978-4-7859-7925-6